# Karén
A karén vagy Δ3-karén kondenzált ciklohexán és ciklopropán gyűrűt tartalmazó biciklusos monoterpén. A természetben a terpentinben fordul elő, a forrástól függően akár 42%-os mennyiségben is. Édes és szúrós szagú, vízben nem oldódó színtelen folyadék, de zsírokkal és olajokkal elegyedik. Molekulája királis, a természetben mind racemát, mind valamely enantiomerben dúsított formában megtalálható.

## Reakciói és felhasználása
Perecetsavas kezelés hatására 3,4-karándiollá alakul. Vas(III)-oxid jelenlétében pirolizálva átrendeződési reakcióval p-cimollá alakul. Az illatszeriparban, valamint kémiai reakciókban köztitermékként alkalmazzák.

## Fordítás
Ez a szócikk részben vagy egészben a Carene című angol Wikipédia-szócikk ezen változatának fordításán alapul.  Az eredeti cikk szerkesztőit annak laptörténete sorolja fel. Ez a jelzés csupán a megfogalmazás eredetét és a szerzői jogokat jelzi, nem szolgál a cikkben szereplő információk forrásmegjelöléseként.